# Tollmannia
Tollmannia es un género de foraminífero bentónico de la subfamilia Lingulininae, de la familia Nodosariidae, de la superfamilia Nodosarioidea, del suborden Lagenina y del orden Lagenida. Su especie-tipo es Lingulina costata tricarinata. Su rango cronoestratigráfico abarca desde el Mioceno hasta el Plioceno inferior.

## Clasificación
Tollmannia incluye a las siguientes especies:
- Tollmannia costata
- Tollmannia tricarinata